# Chillicothe (Iowa)
Chillicothe – miejscowość w Stanach Zjednoczonych, w stanie Iowa, w hrabstwie Wapello, nad rzeką Des Moines.

## Demografia
Spis statystyczny z 2000 roku wykazał że, miejscowość liczyła 90 mieszkańców. W 2023 roku liczba mieszkańców spadła do 78 osób, a gęstość zaludnienia do 130 osób/km².